# Блохин, Юрий Владимирович
Юрий Владимирович Блохин (27 сентября 1952, Москва, СССР) — советский хоккеист, защитник.

## Биография
Родился 27 сентября 1952 года в Москве. В 1966 году в возрасте четырнадцати лет был зачислен в ДЮСШ ЦСКА, фактически тогда же началась его хоккейная карьера. В 1971 году был принят в состав хоккейного клуба ЦСКА, где он играл до осени 1976 года. Является чемпионом СССР по итогам 1972, 1973 и 1975 гг., а также вторым призёром 1974 и 1976 гг. В 1973 и 1976 годах становился обладателем Кубка СССР.
После ухода из ЦСКА выступал за московские «Крылья Советов», а также за «Ижсталь», «Химик» (Воскресенск) и «Металлург» (Череповец). Завершил спортивную карьеру в 1984 году.
Всего в первенствах СССР провёл около 450 матчей и забил около 30 шайб в ворота, в том числе в высшей лиге — 210 матчей и 6 шайб.
Выступал за юниорскую сборную СССР по хоккею. В 1970 и 1971 гг. становился чемпионом Европы среди юниоров.
В качестве хоккеиста имел навыки хорошего выбора позиции, а также сильных ударов по воротам.